# Myrsine bissei
Myrsine bissei är en viveväxtart som beskrevs av Panfet. Myrsine bissei ingår i släktet Myrsine och familjen viveväxter. Inga underarter finns listade i Catalogue of Life.